# Museo Nacional del Dinosaurio
El Museo Nacional del Dinosaurio es la exhibición permanente de especímenes prehistóricos más grande de Australia, se encuentra en Gold Creek Village cerca de Canberra, Territorio de la capital australiana. La exhibición de este museo sigue la evolución de la vida, centrándose particularmente en los dinosaurios.
Con una concurrencia anual de 100 000 visitantes,  el museo es una de las atracciones más populares en el Territorio de la capital australiana. La tienda de souvenirs cuenta con diversos libros de historia natural, réplicas de dinosaurios, juguetes, fósiles, cristales, minerales y muestras de meteoritos.
Establecido en 1993, el museo se ha mejorado y actualizado en forma sostenida desde sus inicios. Se ofrecen exhibiciones mayormente centradas en las ciencias de La Tierra y los dinosaurios, mismas que reflejan los más recientes descubrimientos de la geología. El personal de dirección fue renovado en septiembre de 2011 incluyendo en él, cientِíficos y geólogos reconocido nacional e internacionalmente. Una importante modernización fue realizada en abril y mayo del 2012, con la inclusión de doce dinosaurios animatrónicos y también una amplia colección de modelos a escala real que fueron dispuestos tanto en el interior como en el exterior del museo. El museo tiene un enfoque interactivo, orientado hacia la niñez y la juventud.

## Galería

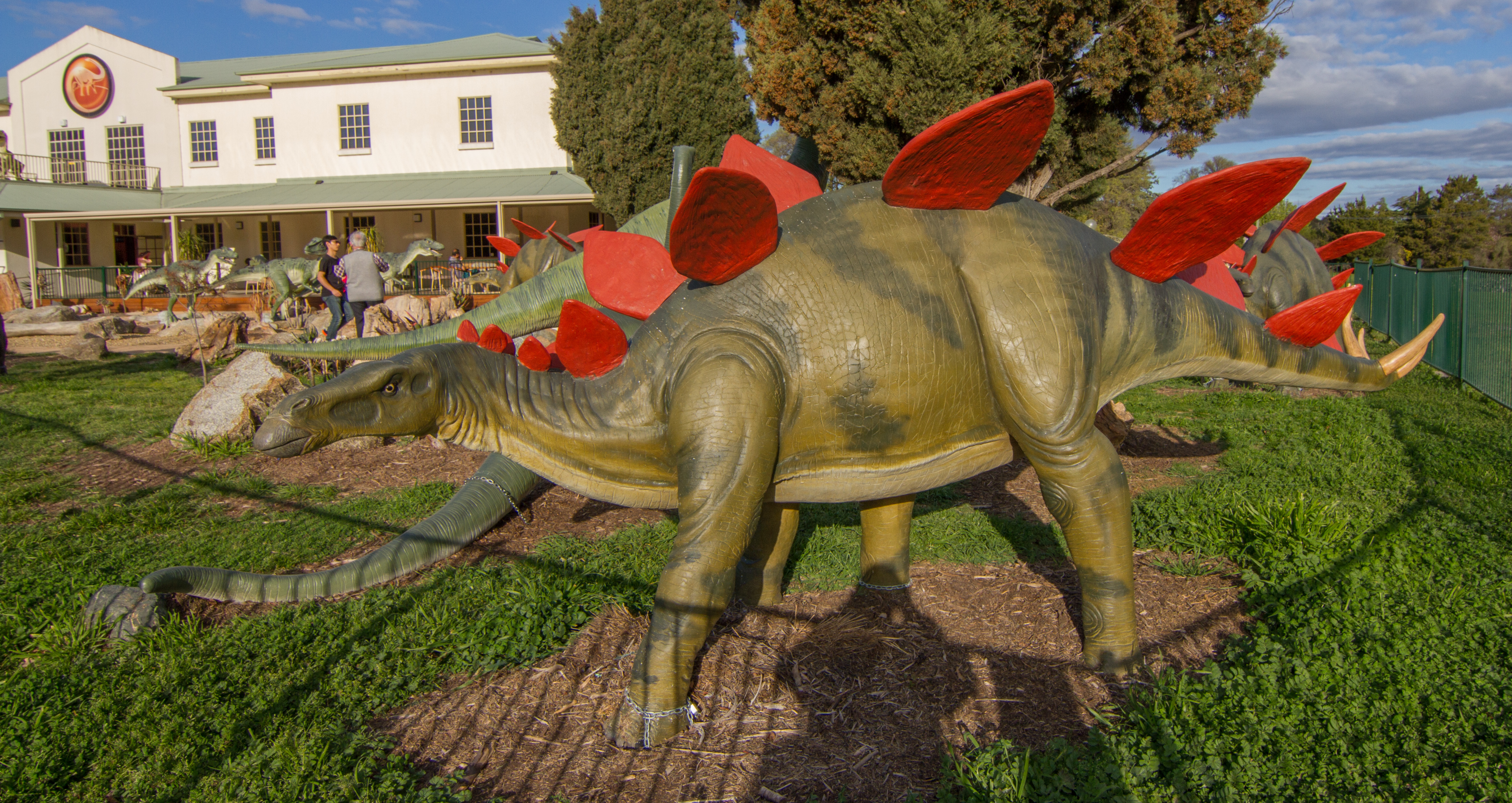
Un aspecto del jardín exterior con un modelo de estegosaurio.
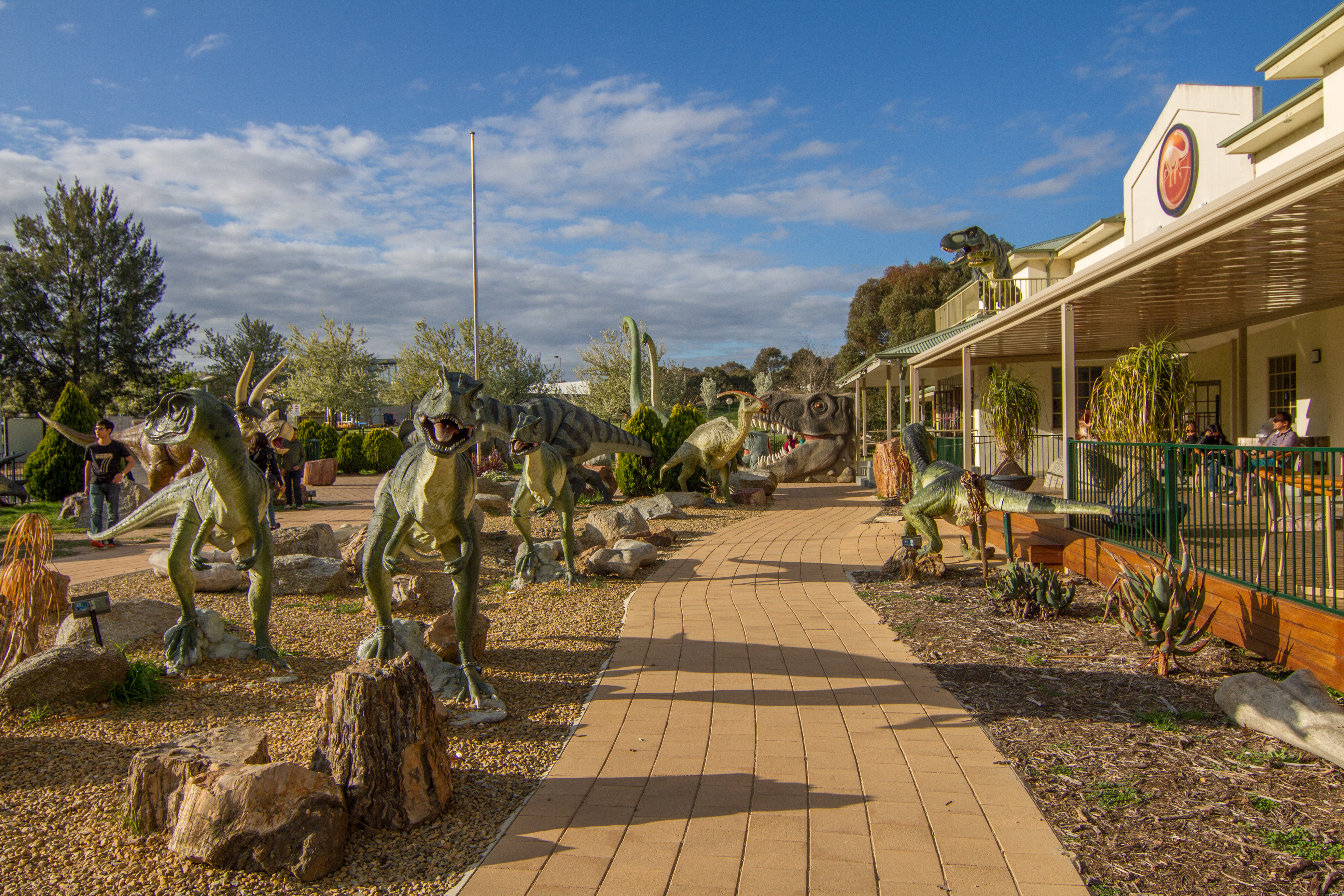
En las proximidades del edificio principal del museo.
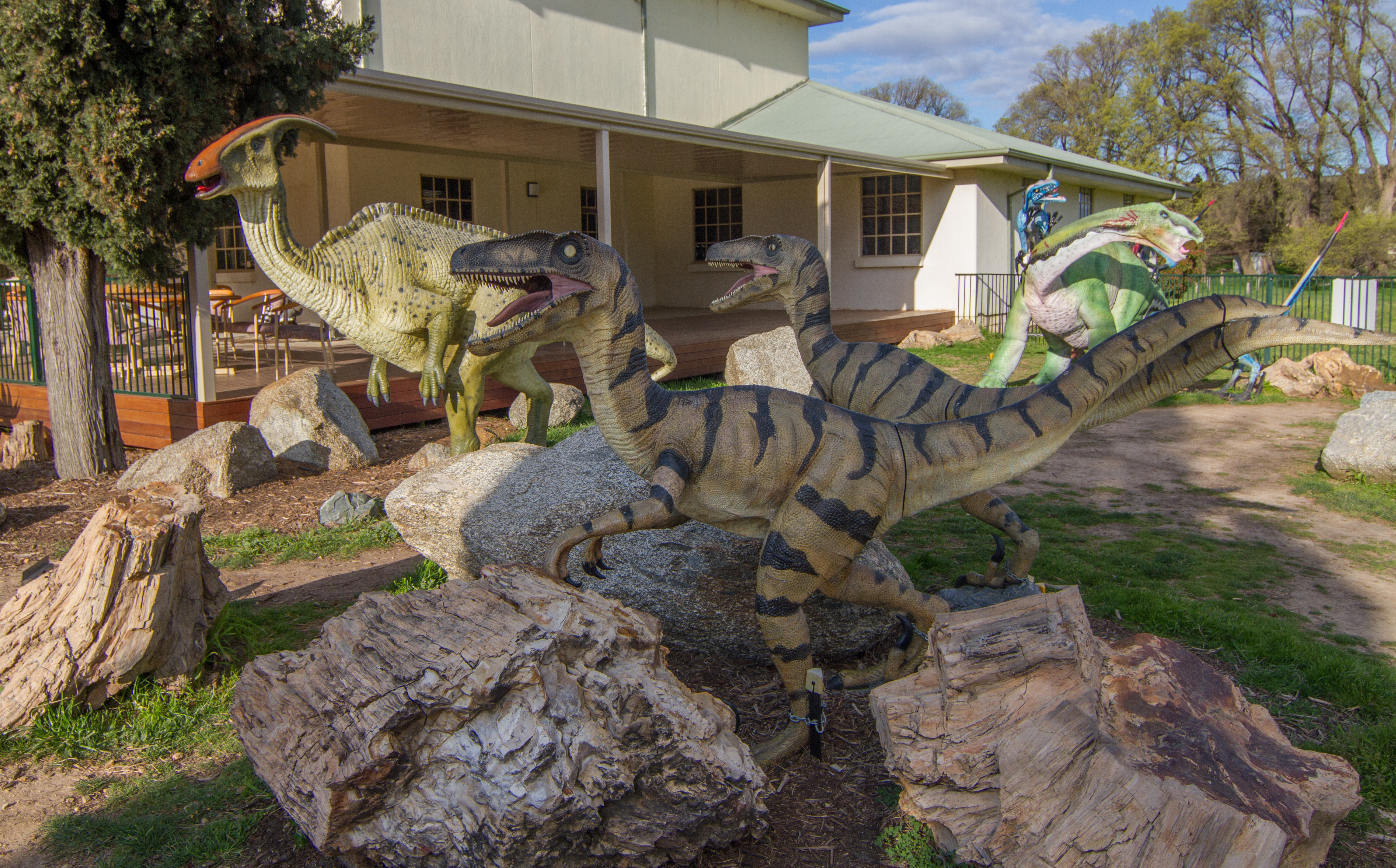
Otro aspecto del jardín de los dinosaurios con varios modelos de fibra de vidrio representando algunas especies de este superorden de animales extintos.
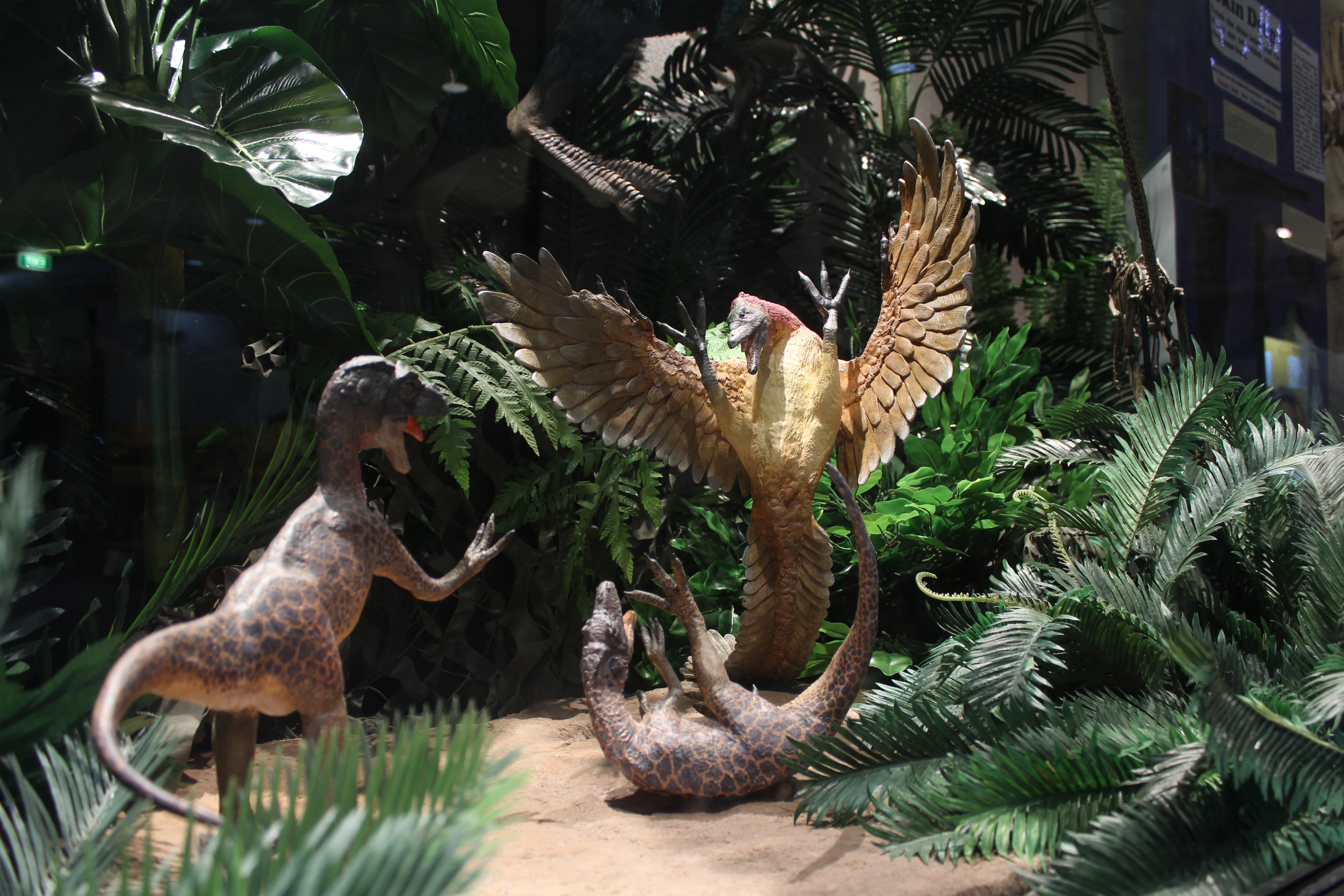
En la parte interior del Museo, diorama con Archaeopteryx.
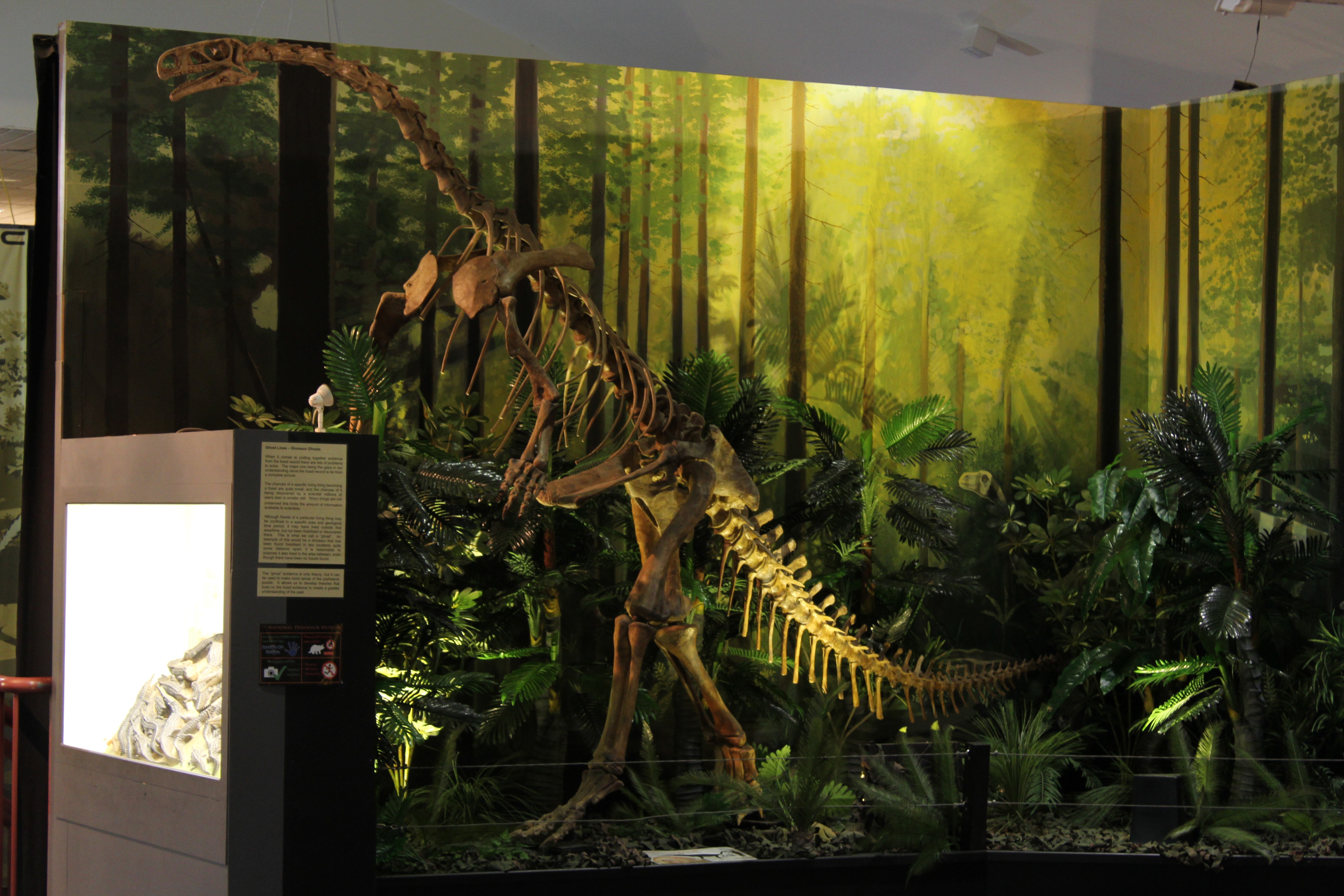
Montaje del esqueleto de un plateosaurus.
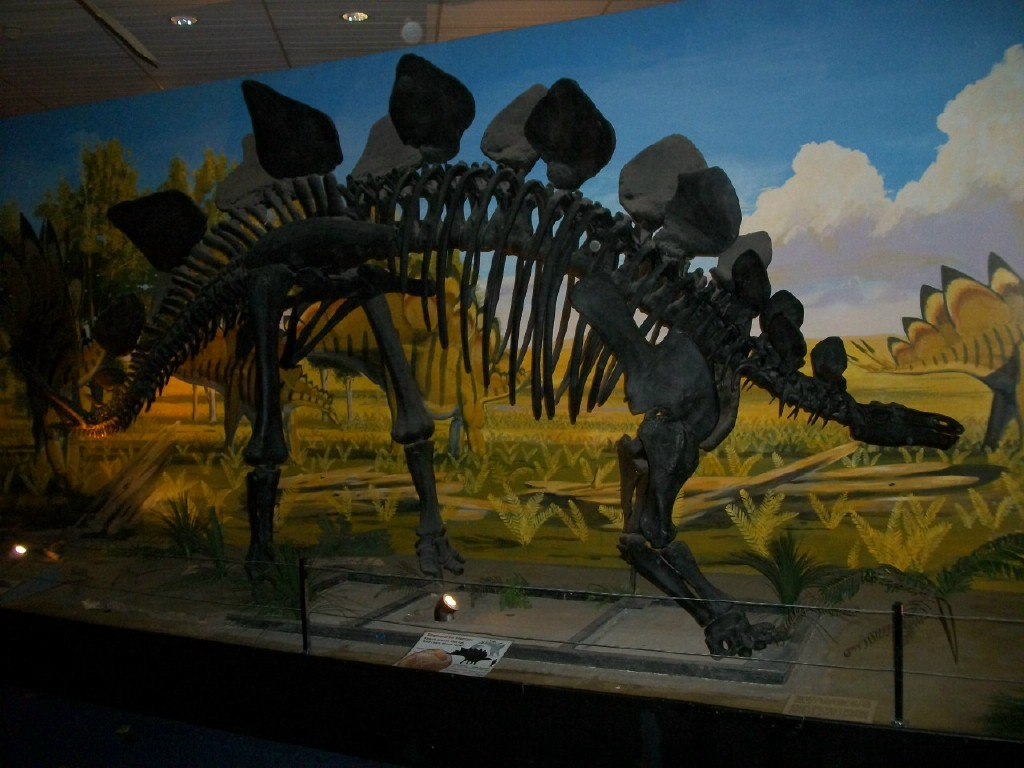
Montaje del esqueleto de un Stegosaurus o Estegosaurio.